# Frank Howes
Sir Frank Stewart Howes (Oxford, 2 aprile 1891 – Standlake, 29 settembre 1974) è stato un critico musicale britannico.
Dal 1943 al 1960 fu il critico musicale principale del The Times. Fin dai suoi giorni come studente, Howes si occupò di critica musicale, guidato dai consigli del direttore d'orchestra e professore Hugh Allen e del critico H.C. Colles.
Howes era noto per il suo interesse per la musica inglese nella tradizione del "Rinascimento musicale inglese"; dopo il 1945 trovò non di suo gusto la natura meno nazionalistica e più cosmopolita dei compositori del dopoguerra.
Oltre al suo lavoro per The Times, Howes scrisse quindici libri e fece parte di numerosi comitati musicali per enti quali la BBC e l'Arts Council.

## Biografia
Howes nacque a Oxford e fu educato alla Oxford High School e al St John's College, dove il suo amore per la musica fu sviluppato sotto la guida di Sir Hugh Allen. Dopo la prima guerra mondiale, in cui fu arruolato nei Non-Combatant Corps, fu ammesso al Royal College of Music, dove, guidato da H. C. Colles, si specializzò in critica musicale.
Nel 1925 Colles, che era il critico musicale principale del The Times, reclutò Howes nel suo staff. Nel 1938 Howes assunse l'incarico di docente presso il Royal College, e in seguito divenne docente extramurale alle Università di Oxford e Glasgow. Quando Colles morì nel 1943, Howes fu nominato suo successore.
Tra gli entusiasmi di Howes c'era la musica folk inglese e, dal 1927 al 1945, curò il diario della English Folk Dance and Song Society. Sostenne la teoria secondo cui Sir Hubert Parry e Sir Charles Villiers Stanford guidarono un "Rinascimento musicale inglese" tra la fine del XIX e l'inizio del XX secolo e dal quale furono esclusi i compositori che non appartenevano a un'élite del Royal College. Il suo necrologio in The Times considerava che tra i 15 libri di Howes, The English Musical Renaissance (Il Rinascimento musicale inglese) del 1996 era quello che significava di più per lui. Secondo il suo collega critico Martin Cooper, l'affinità di Howes con la musica nella tradizione del "Rinascimento inglese" lo lasciò fuori dalle simpatie, a causa della prospettiva sempre più cosmopolita di quei compositori britannici che erano emersi solo dopo la seconda guerra mondiale.
Tra gli altri libri di Howes c'erano studi su William Byrd, Ralph Vaughan Williams e Sir William Walton. Oltre alla sua carriera autoriale, è stato attivo nel lavoro musicale dietro le quinte, come presidente della Royal Musical Association (1947-1958), presidente del Benevolent Fund dei musicisti (1936-1955); e membro dei consigli di consulenza musicale per la BBC, l'Arts Council e il British Council.
Howes sposò Barbara Tidd Pratt nel 1928; la coppia ebbe un figlio e tre figlie. Morì a Standlake, nell'Oxfordshire, all'età di 83 anni.

## Libri
- The Borderland of Music and Psychology (1926)
- Appreciation of Music (1928)
- William Byrd (1928)
- A Key to the Art of Music (1935)
- A Key to Opera (1939, con Philip Hope-Wallace)
- Full Orchestra (1942)
- Man, Mind and Music (1948)
- Music, 1945–50 (1951)
- The Music of Ralph Vaughan Williams (1954)
- Music and its Meanings (1958)
- The Cheltenham Festival (1965)
- The Music of William Walton (1965)
- The English Musical Renaissance (1966)
- Folk Music of Britain – and Beyond (1969)
- Oxford Concerts: a Jubilee Record (1969)

Source: Grove Online.
Non pubblicato
- From Our Music Critic: an Autobiography (1972):  manoscritto, conservato dalla British Library, MS Mus. 283